# Ambikapur
Ambikapur est une ville indienne située dans le district de Surguja dans l’État du Chhattisgarh. En 2010, sa population était de 214 575 habitants.

## Source de la traduction
- (en) Cet article est partiellement ou en totalité issu de l’article de Wikipédia en anglais intitulé « Ambikapur » (voir la liste des auteurs).